# TVES (Venezuela)
TVES (acrónimo de Televisora Venezolana Social) es un canal de televisión abierta venezolano lanzado en el año 2007. El nombre es una sigla del nombre comercial de la empresa que ha sido titular de la licencia entre 2007 y 2015.
Está operada por la Corporación Venezolana de Radiodifusión y controlada principalmente por el Gobierno venezolano, a través del Ministerio del Poder Popular para la Comunicación y la Información, y por consiguiente, conforme al SIBCI. Su sede está en la ciudad de Caracas, Venezuela. 
Realiza sus transmisiones en la banda VHF, antigua frecuencia usada por RCTV cuando no se renovó la concesión por órdenes del entonces presidente, Hugo Chávez, al considerarlo «un canal golpista».

## Historia

### Antecedentes
El 28 de diciembre de 2006, Hugo Chávez, entonces presidente de Venezuela en ese momento, informó que no renovaría la concesión de televisión abierta a RCTV y posteriormente declaró que sería otra estación la que operaría el canal 2 de Caracas. Así el Gobierno creó una fundación del Estado mediante gaceta oficial del gobierno el 11 de mayo del 2007 con el nombre de Fundación Televisora Venezolana Social (TVES) bajo el liderazgo de Lil Rodríguez, antigua directora de la programación nocturna de Radio Rebelde en La Habana, Cuba.
La cancelación de la concesión a RCTV fue rechazada por varios organismos internacionales. Los partidos de oposición alegaron que era un atentado contra la libertad de expresión y al pluralismo que debe imperar en un régimen democrático. Hugo Chávez dijo que la decisión de cerrar RCTV estaba relacionada con la posición que tomó durante el intento de su derrocamiento y el posterior paro nacional de 2002.
Cuando el gobierno notificó al canal que la concesión para su señal de emisión abierta vencía en 2007 y que no sería renovada, RCTV y el canal de noticias Globovisión lo acusaron de cerrar el canal diciendo que la concesión no se vencía hasta el año 2021, pero esta interpretación no fue compartida por el gobierno venezolano, que declaró que la concesión se vencía en 2007.
La oposición realizó marchas y movimientos de calle para rechazar la medida tomada por el régimen de Chávez, con los lemas "Un corazón que grita", "Un amigo es para siempre" y "Libertad de expresión".
A las 11:55 de la noche del domingo 27 de mayo de 2007 se mostró un video en el cual sus empleados, actores y otras figuras cantaron el Himno Nacional de Venezuela para despedirse del canal. A las 11:59 de la noche del domingo 27 de mayo de 2007, RCTV finalizó sus transmisiones. Inmediatamente luego de extinguirse la señal del canal, el gobierno expropió los equipos de transmisión de la emisora para pasar a transmitir, minutos después, la señal de un nuevo canal estatal de servicio público llamado TVes. Después de este hecho, RCTV reanudó operaciones a través de sistemas de televisión por suscripción en julio del 2007, bajo el nombre de RCTV Internacional.
El 7 de septiembre de 2015, la Corte Interamericana de Derechos Humanos (CIDH) condenó al Estado venezolano y le ordenó restablecer la frecuencia a Radio Caracas Televisión, alegando que "En el presente caso se configuró una restricción indirecta al ejercicio del derecho a la libertad de expresión producida por la utilización de medios encaminados a impedir la comunicación y circulación de las ideas y opiniones". Por otra parte, sentencian que "el Estado debe tomar las medidas necesarias a fin de garantizar que todos los futuros procesos de asignación y renovación de frecuencias de radio y televisión que se lleven a cabo, sean conducidos de manera abierta, independiente, transparente y pueda incursionar a la televisión digital terrestre". Hasta la fecha el gobierno venezolano ha ignorado la decisión.

### Lanzamiento
TVes fue lanzado a la medianoche del 28 de mayo de 2007 donde incluyen sus propios programas, pero el canal estaba en un bucle en su presentación ya que solo mostraba la imagen del canal. Una teoría decía que los nuevos técnicos enviados no sabían manejar el equipo. El problema se solucionó 20 minutos más tarde a las 12:20 a. m. del 28 de mayo de 2007 en el canal 2 de Caracas. El canal empezó a transmitir el Himno Nacional de Venezuela, quien es interpretado por la Orquesta Sinfónica Infantil bajo la dirección de Gustavo Dudamel y, posteriormente, inició emisiones con un vídeo introductorio de lo que sería su programación. Luego, junto con VTV, emitió la ceremonia del comienzo oficial de TVes con la frase «Por primera vez TVes» dicha por los moderadores Anthony Gómez y Jennifer Flores y un discurso de la presidenta del canal, Lil Rodríguez. Este último evento (la ceremonia) se efectuó en el Teatro Teresa Carreño de Caracas. La estación usó infraestructura tecnológica prestada de RCTV gracias a un fallo de la Sala Constitucional del Tribunal Supremo de Justicia. El vídeo introductorio mencionó que la programación de TVes contiene:
- Pluralismo
- Producciones independientes
- Drama
- Largometrajes
- Documentales
- Deportes
- Tu Vida
- Comedia
- Niños

TVes transmitía programas culturales y deportivos, así como algunas películas nacionales e internacionales. Ese mismo año, el canal transmitió la Copa América Venezuela 2007.
A pesar de haber reemplazado a RCTV, canal que tenía una cuota de audiencia del 40% al nivel nacional, TVes obtuvo menos del 1% de recepción en su primer año. La baja sintonía del canal fue confirmada por el mismo presidente Chávez a finales de 2007, quien aseguró que a TVes «casi nadie lo ve». La presidenta del canal, Lil Rodríguez, aceptó la crítica ejecutiva y aseguró que «hay que afinar el crecimiento de TVes entre todos». Sin embargo, y a pesar de su experiencia en medios, Lil Rodríguez no pudo levantar la audiencia del canal.
El 28 de noviembre de 2008, Rodríguez renunció a la presidencia del canal por razones personales, y fue reemplazada por William Castillo, exviceministro de Comunicación y vicepresidente de Contenidos de VTV. Ese mismo año, el canal empezaría a usar los espacios de VTV.
El 25 de mayo de 2009, anunció el estreno de nueva programación.

### Década de 2010
El 2 de agosto de 2010, TVes cambia su logotipo original de rectángulos con los colores de la bandera venezolana con la palabra "TVes" en color negro por uno hecho con 3 pétalos uno rojo, otro azul y otro amarillo y con la palabra "TVes" en minúscula cursiva y de color rojo.
En julio de 2012, TVes lanzó una señal de prueba en alta definición e inauguró un nuevo estudio de grabación con ese propósito. La señal emitía por el canal 8.2 de la TDT y emitía los Juegos Olímpicos de Londres 2012, además de estar disponible en el canal 1000 de Inter.
A partir de 2014, se deja ver el eslogan "Sonríe contigo" debajo del logotipo.
Para el 26 de enero de 2014, Castillo pasó a ocupar el puesto de director general de CONATEL y el ex-animador de RCTV, Winston Vallenilla, lo reemplazó como presidente del canal y anunció la transmisión de la Copa Mundial de Fútbol de 2014. El canal enfocó su programación para competir con Venevisión y Televen, con el inicio de grabaciones de la telenovela Vivir para amar. Este mismo año, empezó a emitir algunos partidos de la Liga de Béisbol Profesional y se convirtió en el cuarto canal al nivel nacional en transmitirlos. TVes también agregó a su programación algunas producciones internacionales como Violetta y El Chapulín Colorado, así como las series animadas George de la selva y Mascota extraterrestre.
En 2015, el canal muda sus estudios a las oficinas de La Tele para la grabación de programas. En ese mismo año, estrenó su primera novela en HD Guerreras y Centauros y empezó a negociar con Televisa y Rede Globo para agregar algunas de sus producciones a su programación. En febrero, Vallenilla anunció que TVes era el «tercer canal más visto» en el país. En mayo, TVes firma un convenio con el canal ecuatoriano TC Televisión, expropiado por el gobierno de Rafael Correa, para el intercambio y producción de contenidos entre ambas estaciones.
En 2016, estrenó el noticiero TVes al día (actualmente conocida como En Tendencia) y tres programas de variedades Llanerisimo, Conociendo a las estrellas y Sábado de corazón. Para la cobertura de los Juegos Olímpicos Río 2016, TVes promocionó la emisión del evento en HD por la TDT. Además TVes hizo parte de las transmisiones deportivas en los canales nacionales como La Tele Tuya en sus inicios del 2016.
En junio y julio de 2018, TVes transmitió el mundial Rusia 2018, con el lema «Pásala mundial con TVes».
En junio y julio de 2019, TVes transmitió la Copa América Brasil 2019.

### Década de 2020
El 5 de septiembre de 2020, Vallenilla dejó la presidencia de TVes tras anunciar su candidatura a la Asamblea Nacional de Venezuela y fue reemplazado por su esposa, la actriz Marlene De Andrade.
El 5 de julio de 2021, TVes cambió de logo dejando los 3 pétalos con los colores de la bandera venezolana, las letras de la palabra "TVes" cambian a ser mayúsculas con un tono gris degradado y en tipografía Dosis. Las letras del nuevo eslogan "Juntos somos familia" cambian a ser mayúsculas en tipología Dosis, con un tono amarillo degradado.
El 22 de julio de 2021, se anunció que TVes transmitiría los Juegos Olímpicos de Tokio 2020 (los cuales estaban pautados para julio de 2020, pero no se llevaron a cabo hasta el año siguiente debido a la pandemia de COVID-19).
En 2022, el canal celebró sus 15 años de su fundación con su logotipo anterior las letras cursivas con color dorado, y los 3 pétalos de los colores de la bandera venezolana y un contorno de color blanco. En abril de 2023, se renovó su paquete gráfico de los 15 años.
En el año 2023, la televisora anunció una nueva producción de un programa de concursos de saberes denominado "La guerra de los sesos"; el título y la temática eran muy similares al de los programas La guerra de los sexos y Mega Match respectivamente de Venevisión. Después de dicho anuncio, el canal no ha presentado o hablado de dicho programa, quedando olvidado de ser producido o transmitido.
En mayo del 2024, TVes estrenó un nuevo diseño gráfico completo en conmemoración de los 17 años de transmisiones del canal.

## Presidentes
| Presidentes de TVes |               |
| Nombre              | Período       |
| Lil Rodríguez       | 2007 - 2008   |
| William Castillo    | 2008 - 2014   |
| Winston Vallenilla  | 2014 - 2020   |
| Marlene de Andrade  | 2020-presente |

## Programación

### Telenovelas
Desde 2008 hizo realizar Telenovelas y series propias del canal. Conjunto con diversas productoras y también PNI.
- La viuda millonaria
- Caramelo e' chocolate
- Teresa en tres estaciones
- Vivir para amar
- Guerreras y Centauros
- La Dama y el Vigilante
- Los Muchachos de la acera de frente

### Originales
- Buenos Dias Familia (anteriormente llamado TVes en la Mañana)
- TVes en la Tarde
- TVes en la Jugada
- En Tendencia (anteriormente llamado TVes al Día)
- Salud al Natural
- Conexión Yoga
- Ejercítate
- Esta pegao'
- Así fue
- Farándula Caliente Caliente
- Zona FUTVE
- Café Deportivo
- Biografías
- Cambiando Vidas
- Kultura Rock
- Cuéntamelo Todo Express
- El arcano Miguel.
- Ilumina tus mañanas.
- Sábado de corazón
- Entre amigas.
- Videos del Mundo.
- Corazón Llanero.
- Talento de Corazón.
- Corazón Salsero.
- Cumpliendo tu Sueño.
- Venezolanisimo
- Factor M.
- La guerra de los sesos. (próximamente)
- 1, 2, 3 ¡Creando!
- Cinemanía.
- Animalventura.
- Rey Armas y sus amigos.

### Política y opinión
- Logros de la Patria.
- Con el mazo dando (VTV).
- Con Maduro +.
- A las 12 con Barry Cartaya.
- Desenlaces con Pedro Carreño.
- En la balanza.

### Cine y series
- Series TVes (conjunto de series extranjeras diversas)
  - El Zorro
  - Perdidos en el espacio
  - Hechizada
  - Los Munsters
  - Los Locos Addams
  - Scorpion
  - Batman
  - El príncipe del café
  - Violetta
  - El encantador de perros
  - Super Agente 86
- El Sultán
- El Príncipe del Tenis
- Sucre
- Pubertad
- Bloque Infantil (conjunto de caricaturas)
- Moko
- Diriliş Ertuğrul
- Cine TVes (transmisión de películas)

### Eventos deportivos
- Copa Mundial de Fútbol
- Eventos FIFA
- Resumen Juegos Deportivos Nacionales 2022
- Juegos Olímpicos (desde 2008, derechos exclusivos desde 2024)
- Juegos Paralímpicos
- Liga FUTVE (Primera División de Venezuela)
- Segunda División de Venezuela
- Liga Nacional Bolivariana de Béisbol
- Liga Venezolana de Voleibol
- Liga Mayor de Béisbol Profesional
- Liga Venezolana de Béisbol Profesional
- Baloncesto de la NBA
- Fórmula 1
- Serie del Caribe
- Copa América
- Juegos Panamericanos
- Superliga de Baloncesto de Venezuela

## Incidentes y denuncias

### Década de 2000
Además del contexto que rodeó el anuncio de la creación de TVes y su inauguración en 2007, el canal es criticado por tener una línea editorial propagandista a favor del gobierno chavista, además de tener bajos índices de audiencia ya que parte de su programación tiene como figuras a políticos del gobierno o simpatizantes del chavismo. Por otra parte, desde 2014 y tras el cambio radical de su programación, el canal empezó a recibir acusaciones por parte del chavismo por «seguir el modelo capitalista» de otros canales de televisión nacionales y empezaron a denominarlo como «otra televisión de porquería». De hecho para la mayoría de críticos "neutrales" del ámbito catódico pasó de televisión cultural a televisión comercial.

#### 2007
A comienzos de junio de 2007, la compañía estadounidense Wide Angle Productions Group presentó una queja ante el embajador venezolano en Washington D. C., Bernardo Álvarez Herrera, que TVes transmitía la serie de viajes Destino X sin su permiso. Poco después TVes aseguró haber adquirido los derechos de transmisión de la compañía B&C Entertainment Inc., aunque luego retiró del aire dicha serie, en espera de que las 2 compañías mencionadas aclaren la situación. Poco antes del anuncio de la adquisición de los derechos de la serie, el vicepresidente de Wide Angle Productions Group, Alfonso Guerra, anunció que igualmente la productora no estaba interesada en que TVes transmitiera la serie porque el canal afectaba su imagen corporativa.
En diciembre de ese mismo año, luego de que el presidente de RCTV, Marcel Granier, se quejara de que TVes usa sus equipos de transmisión sin haber indemnizado a RCTV tras la expropiación, el ministro de Telecomunicaciones, Jesse Chacón, afirmó que el valor de los transmisores era menor de US$20 millones, contradiciendo rumores que indicaban que los equipos valdrían al menos US$100 millones. El ministro Chacón afirmó que unos peritos determinarán el valor de los equipos que fueron instalados en 1990, y que el Estado le pagaría a RCTV una vez que el Tribunal Supremo determinase qué haría con los equipos. Sin embargo, para 2011, el Tribunal Supremo aún no se ha pronunciado al respecto, aunque la Constitución Venezolana establece que "las expropiaciones solo pueden realizarse si el Estado indemnizaba a la empresa a nacionalizar por sus bienes". Por ende, la expropiación a RCTV es prácticamente inconstitucional ya que el Gobierno aún no le ha pagado los costos a la empresa.

#### 2008
En agosto de 2008, durante la transmisión de una de las competencias de natación durante los Juegos Olímpicos de Pekín 2008, donde participó el nadador estadounidense Michael Phelps, el comentarista deportivo de TVes, Willie Oviedo, afirmó erróneamente que «jamás en unos Juegos Olímpicos, ningún mortal, ningún ser viviente ha podido colgarse la cifra de 8 medallas doradas. Únicamente lo logró Michael Phelps en los Olímpicos de Múnich en el año 1972, allá en la Alemania de Hitler, donde ni siquiera él mismo quiso darle las medallas en aquel entonces». Oviedo confundió a Phelps con Mark Spitz quien ganó 7 medallas de oro en Múnich 1972, que también confundió con Berlín 1936 cuando aún gobernaba Adolf Hitler y, aun así, Hitler solamente se había negado a entregar los 4 galardones que había logrado el afrodescendiente Jesse Owens en atletismo, no en natación. Este hecho provocó varias críticas y burlas contra Oviedo y TVes por su ignorancia y la confusión exagerada de hechos no relacionados entre sí.

#### 2009
El 19 de febrero de 2009, el ex director general de TVes, Esteban Trapiello, en una rueda de prensa denunció presuntas irregularidades en TVes. También denunció que la señal de TVes, pese a que contaba con los transmisores de RCTV, se veía mal. También señaló que la Liga Profesional de Baloncesto no iba a salir al aire por TVes, porque el entonces presidente de TVes, William Castillo, no los quiso contratar porque el dueño de uno de los equipos, concretamente, de Henrique Capriles, es fundador del partido político Primero Justicia, pero sí se transmitían los juegos de la liga estadounidense NBA.
El 2 de noviembre de 2009, Delsa Solórzano, representante de la organización Un Nuevo Tiempo (UNT), acudió a la sede de CONATEL con la intención de introducir una denuncia contra tanto de VTV como de TVes por violar la ley RESORTE con lenguaje obsceno utilizado durante horario infantil, donde se transmitió un concierto realizado en La Carlota. Solórzano destacó que el día domingo 1 de noviembre incluso se cedió el horario perteneciente al espacio de VTV Aló Presidente, en horas de la mañana para repetir la transmisión del concierto. La transmisión obscena comenzó a partir de las 7:00 de la noche y terminó antes de las 11:00, es decir, según Solórzano "durante horario protegido por la ley". El Directorio de Responsabilidad Social estuvo en la obligación inmediata de abrir las investigaciones correspondientes a dichos canales.

### Década de 2010

#### 2012
El 27 de julio de 2012, durante la transmisión de la ceremonia inaugural de los Juegos Olímpicos de Londres 2012, varios comentaristas de TVes hicieron diversas afirmaciones, acotaciones y sobrenombres racistas y fuera de lugar hacia los atletas presentes. Tras recibir duras críticas por parte de la audiencia, el entonces presidente de TVes, William Castillo, ofreció disculpas por estas declaraciones.

#### 2014
En 2014, TVes compró los derechos de varias series animadas de Disney para «rellenar» la programación. Sin embargo, algunos televidentes del gobierno chavista acusaron a TVes de «arrodillarse» ante «el emporio Disney».
En septiembre de ese mismo año, tras el anuncio de estrenar el programa En mi casa mando yo, Venevisión amenazó a TVes con demandar a su presidente Winston Vallenilla por plagio, al ser muy parecido al programa La guerra de los sexos. Por otra parte, tras críticas hechas por simpatizantes del chavismo contra la emisión de este tipo de programas, En mi casa mando yo terminó siendo cancelado.

#### 2015
A comienzos de 2015 los hijos del escritor Óscar Urdaneta solicitaron a TVes que no emitiese la telenovela Guerreras y Centauros tras las acusaciones por plagio al productor y actor de la misma, Henry Galué. Si bien Galué aseguró que Urdaneta desarrolló la historia según una idea suya, además de explicar otros detalles durante grabaciones, estas declaraciones generaron la postergación del estreno de la novela del 20 de enero al 23 de febrero de ese mismo año
El 16 de marzo, el comediante Larry Martínez, conocido como "El Moreno Michael", anunció por Twitter que renunció a Venevisión para mudarse a TVes para conducir el programa Nuestra noche. Aseguró que desde 2014, tanto Winston Vallenilla como el ex productor de Súper Sábado Sensacional y director general de TVes, Miguel Sánchez, le habían ofrecido trabajar en el canal. El anuncio causó malestar entre los seguidores del artista. Horas después, Martínez declaró que su trabajo no estaba relacionado con la política.
El 28 de abril, la periodista Geisha Torres denunció que fue despedida de TVes pocos días después de haber sido contratada por ese canal por órdenes directas de Winston Vallenilla. La medida fue tomada tras descubrirse que Torres apareció junto con Capriles Radonski en una fotografía de una página web de eventos, que fue hecha durante una competencia deportiva en 2008, cuando Capriles Radonski era alcalde del municipio Baruta. Vallenilla, a su vez, negó en un principio tales acusaciones y afirmó que Torres nunca trabajó en el canal y que sólo «buscaba hacerse publicidad» con esta noticia, a lo que ella respondió que no necesitaba hacerse publicidad y retó a Vallenilla a que hablase con el gerente de Recursos Humanos del canal, así como a otros conductores, sobre el hecho de haber sido contratada por TVes. Posteriormente, durante una entrevista a Vallenilla sobre sus 30 años de carrera artística, este declaró que Torres se encontraba «en período de prueba» para el puesto de periodista deportiva, pero que no había quedado seleccionada.
El 27 de junio, Winston Vallenilla anunció la incorporación de la actriz Viviana Gibelli, ex presentadora de Venevisión. Sin embargo, ella desmintió el anuncio, diciendo «No me voy a TVes»
El 20 de agosto, tanto Winston Vallenilla como Miguel Sánchez y el vicepresidente de Dramáticos, Roberto Messuti, anunciaron la incorporación de la actriz Sheryl Rubio a TVes, a raíz de que fuese elegida para participar en la serie ecuatoriana Los hijos de Don Juan, producida por TC Televisión. Este anuncio, seguido que TC Televisión tiene un convenio con TVes y que Rubio no respondió a estas declaraciones en un primer momento, causó el enojo de algunos seguidores de la actriz hasta que el 25 de agosto, Rubio emitió un comunicado por Instagram en el que desmentía haber sido contratada por TVes y afirmó que no quería ser rostro de ningún partido político.
El 24 de noviembre, la actriz Gigi Zanchetta denunció que se sintió muy irrespetada tanto por el contrato como por otras cosas como que la ropa que se le daba para hacer el papel de su personaje en la novela Vivir para amar estaba rota, sucia y con muy mal olor. «Me sentí completamente irrespetada, alguien jugó con mi buena fe al momento de negociar el contrato porque si era de trabajar gratis, trabajaba para que se abrieran fuentes de trabajo para diferentes personalidades, artistas y cultores en el gremio, si hay que hacer un esfuerzo, se hace el esfuerzo, pero no que me vengan a ver la cara de tonta tratando de burlarse de mí en una contratación engañosa, restándome la igualdad en la paridad de género y aparte, que los solecitos que yo tengo aquí de 33 años de carrera, eso no es para que se burlen ni para que se lo lleven por el medio» comentó Zanchetta muy molesta en una entrevista realizada por el programa de farándula de Televen La Bomba. Ella le dijo todo esto al presidente de TVes, Winston Vallenilla, y se quejó de que cada capítulo de la novela Vivir para Amar los sufrió. También mencionó que en su carrera artística jamás en la vida le ha pasado algo parecido. También en la entrevista, Zanchetta evitó una pregunta que era la que si tuvo roces con su compañera de elenco, la actriz Fedra López.

#### 2016
El 20 de enero de 2016, aparecieron diversos rumores en redes sociales que apuntaban que Winston Vallenilla sería destituido de su cargo por robar cerca del 80% del presupuesto de TVes, que también justificaría la falta del pago de sueldo a los trabajadores del canal. El 24 de enero, Vallenilla desmintió tales acusaciones.
El 24 de mayo, salió a la luz pública una carta dirigida a Winston Vallenilla, con fecha del 12 de mayo y escrita por Laila Succar, conductora del programa TVes en la noche, en donde acusó a su compañero Absalón de los Ríos de violencia verbal y psicológica reiterada contra ella y otros miembros del canal. La carta fue escrita luego que en abril pasado, durante una grabación, de los Ríos protagonizara una pelea con el locutor de cabina del programa, Víctor Córdova, por un comentario dicho por este, que también involucró al productor del programa, Hugo Marín. En respuesta, de los Ríos afirmó que lamentaba que este incidente terminara traspasando el set de grabación y, además, declaró que lo ocurrido era una campaña para desacreditar su imagen y que estaba dispuesto a conversar con Succar para aclarar los malentendidos. Sin embargo, la polémica finalizó el 31 de mayo, cuando Laila Succar renunció a TVes en la noche, aunque aclaró que seguiría formando parte de la nómina del canal con la frase «Mi relación con TVes sigue firme» y que descartaría entablar alguna demanda judicial contra De los Ríos. A su vez, la ex Miss Carabobo 2015, María José Brito, la sustituirá en dicho programa. Brito, a su vez, renunciaría al canal en octubre de 2016 ya que tuvo que pagar los gastos de su alojamiento en Caracas, ya que TVes debía una fuerte suma de dinero al hotel que le habían asignado.
El 17 de junio, un grupo de más de 30 extrabajadores de TVes, junto con la coordinadora de la Unión Nacional de Trabajadores, Gladys Montenegro, publicaron una carta abierta dirigida al presidente Nicolás Maduro en la que denunciaron haber sido despedidos injustificadamente de ese canal, luego de que Winston Vallenilla, como también el ministro de Comunicación e Información, Luis José Marcano, se negaran a recibirlos. En dicha misiva, los trabajadores también denunciaron que las órdenes de despido eran ilegales, ya que TVes nunca introdujo un escrito de calificación de faltas a la Inspectoría del Trabajo. Además, como respuesta a la solicitud de reunirse con Vallenilla, el director general del despacho de la presidencia del canal, Rodolfo Federico Vílchez Sevilla, solicitó reunirse con Montenegro pero sin la presencia de ningún trabajador, acción que fue rechazada por la organización sindical. Por otra parte, y según afirmaron los afectados, denunciaron que Vallenilla les ordenaba hacer labores personales en su casa varias veces, durante sus respectivas jornadas de trabajo.
El 9 de julio, el sitio web El Farandi publicó una nota en la que relata que se realizó una inspección a todo el personal de TVes y VTV de forma sorpresiva, para buscar y despedir a trabajadores de ambos canales que habían firmado a favor del referéndum revocatorio en contra del presidente Nicolás Maduro pautado para ese año. Uno de los afectados, según la nota, fue el animador Hernán González quien, además de conducir un segmento de modas en el programa TVes en la mañana, también desempeñaba el cargo de Director de Infraestructura del canal. Tras no recibir respuestas tanto del Ejecutivo como de la Vicepresidencia de la República y los ministerios del Trabajo y de Comunicación e Información, el 21 de julio y el 10 de agosto varios grupos de extrabajadores de TVes protestaron a las afueras de las instalaciones del canal y en la sede de la Defensoría del Pueblo por esas medidas.
El 5 de agosto, durante la transmisión de la ceremonia inaugural de los Juegos Olímpicos Río 2016, el comentarista deportivo de TVes, Luis Gutiérrez Chourio, tradujo de forma errada la frase «We live in a world where selfishness is gaining ground» (Vivimos en un mundo donde el egoísmo está ganando terreno) del discurso del presidente del Comité Olímpico Internacional, Thomas Bach, y la dijo como: «Vivimos en un mundo en el que los selfies están por todos lados», lo que provocó un aluvión de críticas y burlas por parte de la audiencia, medios y usuarios de redes sociales a nivel internacional contra Gutiérrez Chourio y TVes por su errónea traducción. Debido a este incidente, la prensa nacional e internacional resaltó la polémica afirmación hecha por el comentarista Willie Oviedo durante los Juegos Olímpicos Pekín 2008, también transmitida por TVes. Así como también rememoraron los comentarios despectivos en la ceremonia inaugural de los Juegos Olímpicos Londres 2012.
El 14 de agosto, durante una entrevista realizada a la atleta Yulimar Rojas por haber obtenido la medalla de plata en triple salto en Río 2016, el periodista y comentarista deportivo de TVes, César "Nanu" Díaz, mencionó que ella dedicara unas palabras de agradecimiento al presidente Nicolás Maduro por haber podido llegar a la contienda olímpica. En un principio, Rojas se mostró un tanto incómoda por tal afirmación y omitió tal agradecimiento pero, poco después, el periodista insistió. Rojas terminó contestando, aún visiblemente incómoda: «bueno sí, un saludo al presidente Maduro, debe estar pendiente y orgulloso de este logro porque esto fue con tanto esfuerzo y creo que, principalmente era para mi Venezuela porque lo necesitaba». La entrevista provocó varias críticas negativas contra Díaz y TVes por su insistencia hacia la deportista en agradecer a Maduro por su hazaña.
El 7 de septiembre, Gladys Montenegro publicó una segunda carta abierta al presidente Maduro, en donde le pidió que despida a Vallenilla por las acusaciones de despido injustificado hechas en junio pasado, además de otras denuncias en su contra por tratos inhumanos contra los trabajadores del canal. Una de ellas era el desalojo de uno de los trabajadores despedidos junto a su madre enferma, quienes estaban viviendo como damnificados en una casa propiedad de TVes. También resalta una situación similar sufrida por una mujer embarazada, quien perdió a su bebé luego de una fuerte depresión por el despido y el desalojo de esa vivienda por ser una damnificada. Montenegro reiteraría, el 17 de octubre, esta última denuncia y también dio a conocer otro caso similar, en donde una trabajadora del canal fue despedida a pesar de estar embarazada de 7 meses y que guardaba reposo médico tras ser diagnosticada por problemas renales.
El 28 de septiembre, el periodista Diego Kapeky publicó un artículo en el periódico La Voz en donde menciona que el actor Daniel Terán había sido despedido de TVes por motivos desconocidos. Existía el rumor que había sido retirado porque Terán repudiaba al gobierno de Nicolás Maduro. Por otra parte, Kapeky también denunció que un grupo de artistas del canal abrieron un grupo de WhatsApp, dentro del cual, un directivo de TVes fue agregado y solicitó al resto de trabajadores sus números de cédula de identidad, ya que iban a ser investigados por su participación en la solicitud de referéndum revocatorio contra Maduro. Además, agregó que Winston Vallenilla también los había amenazado con despedirlos. Posteriormente, el 18 de diciembre, Kapeky reveló en La Voz que la actriz Dulce María Vallenilla, hija mayor del presidente del canal, también había sido despedida de TVes por mantener una relación sentimental con Terán. El despido de Terán sería finalmente confirmado por él mismo, unos meses después, tras publicar una foto en sus redes sociales en donde aparece participando en una marcha antigubernamental convocada por la oposición.

#### 2017
El 11 de junio de 2017, el ilustrador Óscar Olivares denunció que TVes publicó por Twitter una obra del artista sin su autorización, sin su firma y con el logotipo del canal sobrepuesto para celebrar el segundo lugar obtenido por la selección venezolana en el Mundial de Fútbol Sub-20 en Corea del Sur. La foto publicada mostraba a los jugadores junto a algunos de los manifestantes muertos durante las protestas antigubernamentales, con un grupo de jóvenes usando escudos de la autodenominada «Resistencia». Poco después, Olivares manifestó que recibió un correo electrónico de un diseñador gráfico del canal disculpándose por el incidente. Aunque el tuit fue borrado, TVes nunca realizó disculpas públicas.

### Década de 2020

#### 2020
En 2020, el periodista Arnaldo Espinoza denunció a TVes por transmitir series y películas de varias plataformas de streaming (entre ellas Netflix, Disney+, Amazon Prime Video, entre otras) sin autorización alguna de las mismas. Sin embargo, en el artículo de una de las webs donde figuró la denuncia, se pudo observar una publicación hecha por la cuenta de Twitter "Traffic Caracas" en la red social en donde aparece una captura de pantalla de la supuesta transmisión de la miniserie "WandaVision", en la que claramente se observan indicios de que fue pirateada por el canal.

#### 2021
El 4 de agosto de 2021, se difundió un video en Twitter donde el director Técnico de Deportes de Combate del IND, Alfredo Loyo, fue interrumpido por el presentador y exjefe de prensa del Ministerio de Deportes, Yhondi Mancera, mientras estaba denunciando la falta de apoyo a los atletas venezolanos que participaban en los Juegos Olímpicos de Tokio 2020. En medio de la entrevista, Mancera le expresó a su compañero: "¡No, no! Interrumpe eso. Este marico está loco. Interrumpe eso porque después me van a meter en peos a mí" para que Loyo cambiará sus palabras, trayendo como consecuencia que la entrevista fuera sacada abruptamente del aire, y de paso, cuando Loyo fue interrumpido, este se mostró visiblemente incómodo y sorprendido ante la actitud de los 2 presentadores del programa. Este hecho provocó críticas negativas diciendo que los periodistas de TVes no solo son desarticulados en sus programas, sino que el 90% de su vocabulario son groserías y que además censuran lo que ellos mismos piensan por miedo a represalias que puedan hacer en su contra.

## Logotipos

2007-2010
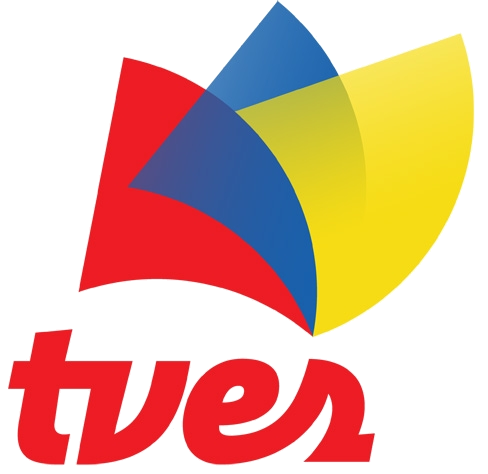
2010-2021, desde 2022
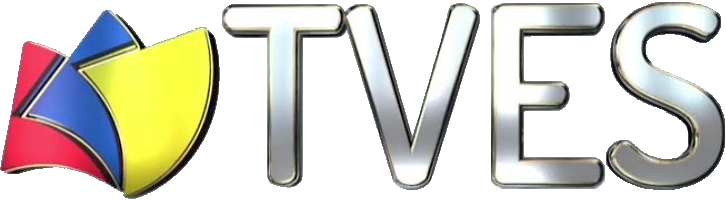
2021-2022

## Locutores
- Winston Vallenilla (2014-presente)
- Víctor Córdova Oramas (2014-presente)
- Winston Vallenilla Carreyó (2018-2024)

## Presidentes
- Lil Rodríguez (2007-2008)
- William Castillo (2008-2014)
- Winston Vallenilla (2014-2020)
- Marlene De Andrade (2020-actualidad)